# 尼古拉·古邊科
尼古拉·尼古拉耶维奇·古边科（俄語：Николай Николаевич Губенко，1941年8月17日—2020年8月16日），苏联电影演员、導演、編劇，苏联最后一任文化部长，俄罗斯苏维埃联邦社会主义共和国人民艺术家。

## 生平
1941年8月生于苏联敖德薩的地下防空洞里，当时苏德战争敖德薩圍城戰正如火如荼的进行着。他的母亲是俄羅斯人；父亲是乌克兰人，在空军服役。两人均在1942年牺牲。
二战结束后，他被祖父母送至敖德萨的孤兒院，随后在一个以英语为主的寄宿学校上学。他原打算升入军事外国语学院，但由于赫魯曉夫的改革，学院取消建制。1958年，他成为敖德萨青年观众剧院的一名演员。1964年毕业于格拉西莫夫电影学院表演系，后任职于塔甘卡剧院。1965年，在电影《那年我二十岁》饰演尼古拉（故事中的三个主人公之一）。
1971年至1988年间，古本科导演了六部电影。1971年上映的《从前线归来的士兵》，在1973年获瓦西里耶夫兄弟国家奖。后又以自己的童年经历为基础，创作并导演《受伤的动物》，亮相1977年戛纳电影节。1985年获俄罗斯苏维埃联邦社会主义共和国人民艺术家荣誉称号。1987年至1989年，担任塔甘卡剧院艺术总监。1989年至1991年，担任苏联文化部长。
1987年加入苏联共产党。1990年7月，在苏共二十八大当选中央委员会委员。苏联解体后加入俄罗斯联邦共产党。1997年至2002年，任俄罗斯联邦共产党中央委员会主席团成员。曾当选第二、三届俄罗斯联邦国家杜马议员（1995年－2003年），期间担任文化和旅游委员会副主席（1995年－1999年）、文化委员会主席（1999年－2003年）。
2001年至2006年，任俄罗斯联邦总统文化艺术委员会委员。2005年当选莫斯科杜马议员。2009年当选莫斯科杜马副主席。2014年、2019年获得连任。2015年获授友谊勋章。2020年8月16日逝世。